# Adalhard von Burc
Adalhard von Burc († nach 1. Juli 874) war ein später Laienabt von Cysoing.

## Leben
Er war ein Sohn des Unruochingers Eberhard, Markgraf von Friaul und der Gisela.
Adalhard und Swanaburc sind die Eltern von Eberhard (* 856, † n. 889), 888 als Graf im Sülichgau (auch Sülchgau) bezeugt.
Eberhard war verheiratet mit Gisela von Verona.
Diese war Tochter von Waltbert von Verona und Gisela von Friaul, Tochter von Unruoch III. von Friaul und Nichte von Adalhard von Friaul.
Gisela von Verona war in zweiter Ehe mit Eberhard II. von Franken verheiratet und wurde 911 um ihr Erbe gebracht.